# 藤代健吾
藤代 健吾（ふじしろ けんご、1984年〈昭和59年〉11月2日 - ）は、日本の政治家。千葉県印西市長（1期）。

## 来歴
千葉県印旛郡印旛村(現・印西市）出身。印西市立瀬戸幼稚園、六合小学校、印旛中学校、千葉県立佐倉高等学校を経て、早稲田大学政治経済学部国際政治経済学科卒。米国ワシントンD.C.へ交換留学を経験する。大学卒業後は国際協力銀行に入行。2015年から2年間は香港に駐在。2018年にボストン・コンサルティング・グループに入社。2021年、青山社中（政策シンクタンク）に入社。翌年、印西市に帰郷しまちづくり会社である弥治右衛門（YAJIEMON）合同会社を創業し、代表に就任。
2023年12月1日、翌年に予定される印西市長選挙への立候補を表明。
2024年7月の印西市長選挙では、4選を目指した現職の板倉正直らを破り、6人の争いを制した。

## 人物
- 父の藤代武雄は市職員を経て印西市議を務めた[4]。祖父も元印旛村議[5]。